# Odet Philippe
Pour les articles homonymes, voir Odet Philippe.
Odet Philippe est considéré comme le premier colon permanent non autochtone du comté de Pinellas Floride, il y aurait introduit le pamplemoussier (Citrus paradisi var. 'Duncan') ainsi que la culture d'autres agrumes et la production de cigares dans sa plantation de Sainte-Hélène, à Safety Harbor, aujourd'hui Philippe Park. Sa biographie est largement romancée.  

## La légende et les faits historiques
Le prétendu comte Odet Philippe serait né dans une famille aristocratique en 1780, 1787 le plus probablement ou 1789 à Lyon (nom de famille absent de l'Etat civil), il aurait été chirurgien en chef lors de la bataille de Trafalgar (aucune source mais il y a bien eu un Odet Philippe en 1899 officier d'Administration des hôpitaux), prisonnier aux Bahamas. Il se serait rendu à Charleston (Caroline du Sud) où sa présence est attestée en 1818 comme fabricant de cigares et un petit commerce d'esclaves. J. Allison DeFoor à partir de récits contemporains le donne mulâtre natif de Saint-Domingue (documenté), d'une mère esclave domestique en Alabama.  
En 1822, Philippe et sa femme Dorothée Desmottes (mariage en 1808) ont fait baptiser leurs 3 filles, Louise Poleanne, Elizabeth Octavia et Septima Marie, à l'église catholique romaine St. Mary. Elle meurt en couche en 1814 de la 4e fille Melanie.  Philippe reçoit la citoyenneté américaine à Key West en 1829 établie par le tribunal de district de Caroline du Sud à Charleston.  

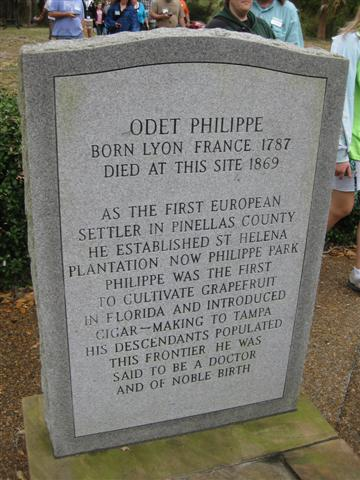
traduction de l'épitaphe Odet Philippe Né à Lyon, France, 1787, Décédé ici en 1869 - En tant que premier européen du comté de Pinellas, il établit la plantation de Sainte-Hélène, aujourd'hui Philippe Park. Il fut le premier à cultiver le pamplemousse en Floride et à introduire la fabrication de cigares à Tampa. Ses descendants peuplèrent cette frontière. On disait de lui qu'il était médecin et de noble naissance.

En 1830, il a des affaires en Floride à Fort Lauderdale et à Key West (fabrication de cigares). Sa seconde épouse  Marie Charlotte Florence Fontaine (Paris 1801 - 1846) avec qui il a une 5e fille est enterrée à Key West. En 1842, il acquiert 160 acres (65 ha) au nord-ouest de la baie de Tampa où il aurait planté son verger d'agrumes.   
J. Choppin de Janvry (1938, sourcé chez Hume) écrit du pamplemoussier 'Duncan': «C'était un semis issu d'un arbre cultivé par un espagnol Don Philippe. A. L. Duncan put établir en 1892 que Don Philippe avait apporté des graines de grapefruits et d'orangers de Cuba cinquante ans (1842?) auparavant, que les Orangers périrent tous par manque de soins alors que les Grapefruits demeurèrent en excellente condition». Cette date ne correspond pas à la plantation du premier pamplemoussier Duncan chez Hume: 1826 (l'arbre originel était âgé de 100 ans en 1926).    
Il meurt à Saint Helena en 1869.    

## Le pamplemoussier (C. paradisi) en Floride
H. Harold Hume (1926) écrit de 'Duncan': «Originaire du comté de Pinellas, en Floride, il s'agit d'un semis d'un arbre cultivé par Don Philippe. L'arbre Duncan original ... vit toujours dans la plantation connue sous le nom de bosquet de Snedicor, près de Green Springs, en Floride. Il a été introduit et propagé par A. L. Duncan, à Dunedin, en Floride, vers 1892». Odet Philippe est nommé comme introducteur en Floride depuis les Antilles par AL Duncan. La pépinière Milwaukee Grove (1877) à Dunedin était dirigée par A. L. Duncan qui était depuis longtemps intéressé par les pamplemoussiers («un fruit commercialisable de première classe...  En Floride, en particulier dans les comtés de Hernando, Hillsborough, Manatee et Sumter, il existe de nombreuses variétés de semis sans nom de pamplemousse (C. maxima) et de grapefruit (C. paradisi))». En 1900, Glen St Mary Nurseries diffuse la même information:  «Le créateur de cette variété, AL Duncan, le célèbre horticulteur de Dunedin, en Floride, qui dit à ce sujet :Je ne vois pas comment on pourrait améliorer l'arbre ou le fruit». Duncan deviendra l'agrume emblématique de la Floride.